# Besalampy
Besalampy – miasto i gmina (kaominina), będące stolicą dystryktu Besalampy, w regionie Melaky na Madagaskarze.

## Geografia
Miejscowość położona jest nad brzegiem rzeki Mahingoza, u jej ujścia do Sambao i Kanału Mozambickiego. W mieście znajduje się port lotniczy Besalampy. Do miasta dochodzi droga gruntowa prowadząca do odległego o ponad 100 km Andranomavo.

## Demografia i gospodarka
W 2001 roku oszacowano liczbę jego mieszkańców na 15 009. W mieście dostępna jest edukacja podstawowa i pełna edukacja średnia. W mieście znajduje się szpital oraz stały sąd. 65% ludności pracującej trudni się rolnictwem, a 30% hodowlą. Główną rośliną uprawną są tu banany, a do innych produktów należą nasiona Acacia catechu i pomarańcze. 5% zajmuje się połowem ryb.